# 18193 Холліліндрарі
18193 Холліліндрарі (18193 Hollilydrury) — астероїд головного поясу, відкритий 26 серпня 2000 року.
Тіссеранів параметр щодо Юпітера — 3,465.